# Gullegem Koerse 2022
La Gullegem Koerse 2022,  quarantaseiesima edizione della corsa ciclistica, valevole come evento dell'UCI Europe Tour 2022 categoria 1.HC, si svolse il 9 settembre 2022 su un percorso di 217,3 km. La vittoria fu appannaggio del belga Remco Evenepoel, che terminò la gara in 4h35'33", precedendo i  connazionali Sasha Weemaes e Jarne van Grieken.
Al traguardo di Gullegem furono 124 i ciclisti, dei 176 alla partenza, che portarono a termine la competizione.

## Ordine d'arrivo (Top 10)
| Pos. | Corridore         | Squadra                         | Tempo    |
| ---- | ----------------- | ------------------------------- | -------- |
| 1    | Remco Evenepoel   | Soudal Quick-Step               | 4h03'51" |
| 2    | Sasha Weemaes     | Team Flanders-Baloise           | 1'22"    |
| 3    | Jarne van Grieken | Acrog-Tormans                   | 1'22"    |
| 4    | Greg Van Avermaet | Decathlon AG2R La Mondiale Team | 1'22"    |
| 5    | Angus Lyons       | ARA Skip Capital                | 1'22"    |
| 6    | Arjen Livyns      | Bingoal WB                      | 1'22"    |
| 7    | Stijn Steels      | Soudal Quick Step               | 2'49"    |
| 8    | Maxime De Poorter | Tartaletto-Isorex               | 2'49"    |
| 9    | Corné van Kessel  | Intermarché-Wanty               | 2'49"    |
| 10   | Oliver Naesen     | Decathlon AG2R La Mondiale Team | 2'49"    |